# 福建省三明第一中学

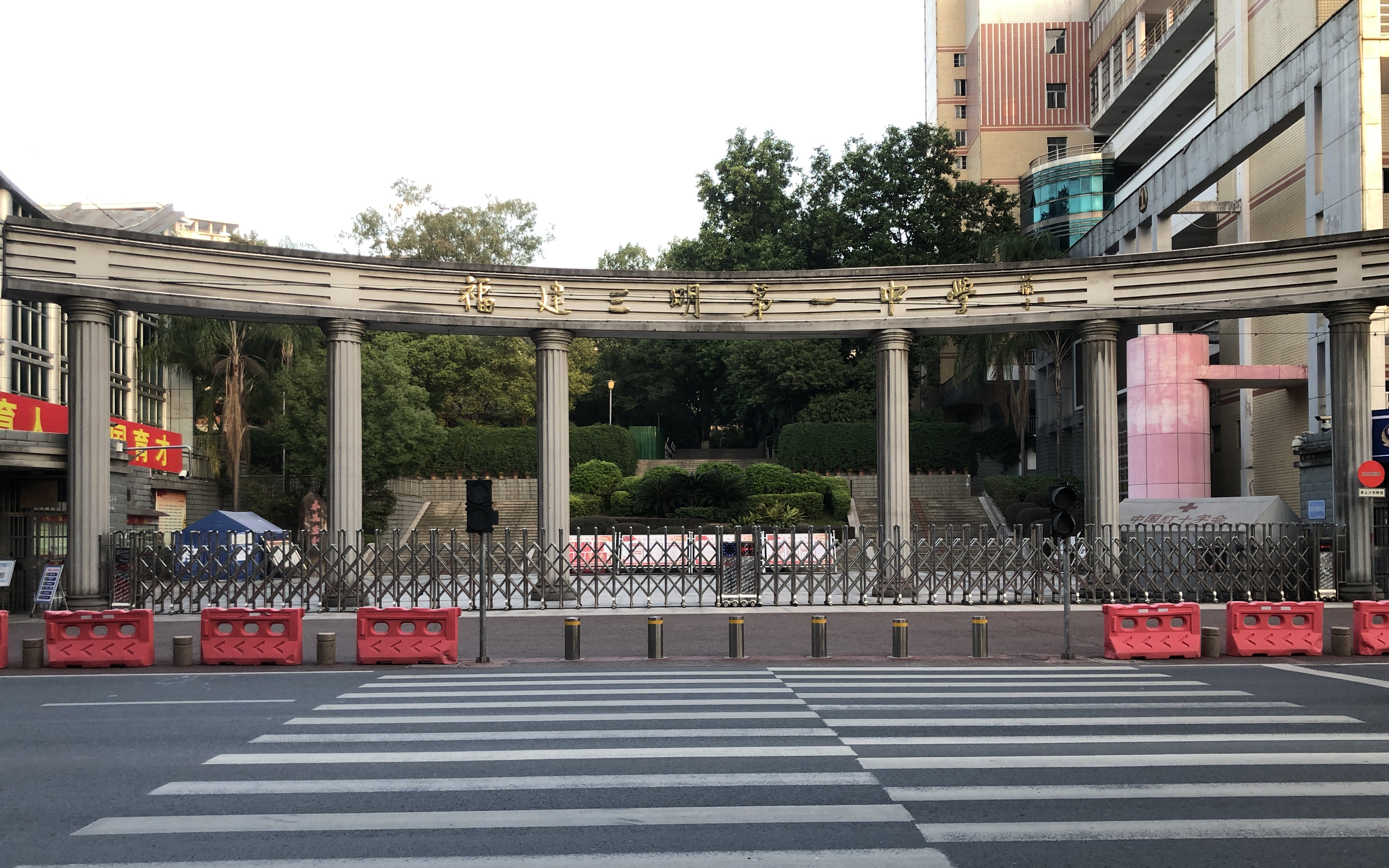
三明一中校门

福建三明第一中学，简称三明一中，是中华人民共和国福建省三明市三元区的完全中学，创于1945年。

## 学校荣誉
- 2005年，福建省中小学实施素质教育工作先进学校[3]
- 2009年，福建省体育特色学校[4]
- 2017年，中小学国防教育示范学校[5]

## 相关链接
- 三明一中网站